# Balkanabat
Balkanabat, tidigare Nebit-Dag (Небит-Даг) och Nebitdag, är en stad i västra Turkmenistan, och är huvudstad i provinsen Balkan. Den ligger på latitud 39.5119 norr, longitud 54.365 öst, på 17 meters höjd, nära Türkmenbaşy, vid kusten till Kaspiska havet, vid bergen Gora Ardans fot, ungefär 600 kilometer från Asjchabad. 
Staden, som har 108 000 invånare (1999), grundades 1933 som en station på den transkaspiska järnvägen. Den är ett industricentrum för petroleum- och naturgasproduktion. 
Från staden kommer fotbollsklubben FK Balkan som vunnit den turkmeniska ligan flera gånger.